# Jacob Tremblay
Jacob Tremblay (Vancouver, 2006. október 5. –) kanadai gyerekszínész.
Első fontosabb filmszerepe A szoba (2015) című filmdrámában volt, mellyel kivívta a kritikusok elismerését és számos díjat, illetve jelölést szerzett. Ezt követően szerepelt Az igazi csoda (2017), a Jó srácok (2019) és az Álom doktor (2019) című filmekben.
Szinkronszínészként hangját kölcsönözte a Harley Quinn című animációs sorozatban, valamint a Luca (2021) című fantasyfilmben.

## Gyermekkora és családja
2006. október 5-én született Vancouverben, (Brit Columbia). A közeli, szintén brit columbiai Langley városban nevelkedett fel. Édesapja Jason Tremblay rendőrnyomozó, édesanyja Christina Candia Tremblay háziasszony. Jacob nővére, Emma Tremblay és húga, Erica szintén színészek.

## Pályafutása
2013-ban kezdte pályafutását, azóta gyerekszínészként ismert.

## Filmográfia

### Film
| Év   | Magyar cím                      | Eredeti cím                           | Szerep                   | Magyar hang            |
| ---- | ------------------------------- | ------------------------------------- | ------------------------ | ---------------------- |
| 2013 | Hupikék törpikék 2.             | The Smurfs 2                          | Hupi                     | Gerő Botond            |
| 2013 |                                 | The Magic Ferret (rövidfilm)          | Sam                      |                        |
| 2014 |                                 | Extraterrestrial                      | Matty                    |                        |
| 2015 |                                 | Gord's Brother (rövidfilm)            | Gord fiatalon            |                        |
| 2015 | A szoba                         | Room                                  | Jack Newsomen            | Kadosa Patrik          |
| 2016 | Mielőtt felébredek              | Before I Wake                         | Cody Morgan              | Mócsa Martin           |
| 2016 |                                 | Burn Your Maps                        | Wes Firth                |                        |
| 2016 | Bezárva                         | Shut In                               | Tom Patterson            | Pál Dániel Máté        |
| 2017 | Henry könyve                    | The Book of Henry                     | Peter Carpenter          | Kadosa Patrik          |
| 2017 | Az igazi csoda                  | Wonder                                | August „Auggie” Pullman  | Kadosa Patrik          |
| 2018 | Predator – A ragadozó           | The Predator                          | Rory McKenna             | Kadosa Patrik          |
| 2018 | John F. Donovan halála és élete | The Death and Life of John F. Donovan | Rupert Turner fiatalon   |                        |
| 2019 | Jó srácok                       | Good Boys                             | Max                      | Mayer Marcell          |
| 2019 | Álom doktor                     | Doctor Sleep                          | Bradley Trevor           | Mayer Marcell          |
| 2021 | Luca                            | Luca                                  | Luca Paguro (hangja)     | Bősz Mirkó             |
| 2021 | Csáo, Alberto                   | Ciao Alberto (rövidfilm)              | Luca Paguro (hangja)     | Bősz Mirkó             |
| 2022 | Apám sárkánya                   | My Father's Dragon                    | Elmer Elevator (hangja)  | Peregovits Dániel      |
| 2023 | A kis hableány                  | The Little Mermaid                    | Ficánka (hangja)         | Holló-Zsadányi Normann |
| 2023 |                                 | Cold Copy                             | Igor Nowak               |                        |
| 2023 |                                 | The Toxic Avenger                     | Wade                     |                        |
| 2023 | A csontok királynője            | Queen of Bones                        | Sam                      | Tóth Márk              |
| 2024 | Orion és a Sötétség             | Orion and the Dark                    | Orion Mendelson (hangja) | Vida Bálint            |
| 2024 |                                 | The Life of Chuck                     | Charles Krantz fiatalon  |                        |
| 2025 |                                 | Wildwood                              | Curtis Mehlberg (hangja) |                        |

### Televízió
| Év        | Magyar cím               | Eredeti cím                | Szerep                              | Megjegyzések |
| --------- | ------------------------ | -------------------------- | ----------------------------------- | ------------ |
| 2013      | Az indíték               | Motive                     | Riley Stanwyck                      | 1 epizód     |
| 2013      | Mr. Young                | Mr. Young                  | Tater fiatalon                      | 1 epizód     |
| 2014      |                          | My Mother's Future Husband | Connor                              | tévéfilm     |
| 2014      |                          | Santa's Little Ferrets     | Todd Collins                        | rövidfilm    |
| 2016      | Az utolsó ember a Földön | The Last Man on Earth      | Phil Miller fiatalon                | 1 epizód     |
| 2016      |                          | Billy on the Street        | önmaga                              | 1 epizód     |
| 2017      | Amerikai fater           | American Dad!              | Charles Lindbergh fiatalon (hangja) | 1 epizód     |
| 2017–2022 |                          | Pete the Cat               | Pete, a macska (hangja)             | főszereplő   |
| 2018      | Állatok                  | Animals.                   | Nuke (hangja)                       | 1 epizód     |
| 2019      |                          | The Twilight Zone          | Oliver Foley                        | 1 epizód     |
| 2019–2020 | Harley Quinn             | Harley Quinn               | Damian Wayne / Robin (hangja)       | 2 epizód     |